# It's my life/PINEAPPLE
「It's my life/PINEAPPLE」（イッツ・マイ・ライフ/パイナップル）は、V6の52枚目のシングル。2020年9月23日にavex traxから発売された。

## 概要
- 前作「ある日願いが叶ったんだ/All For You 」から約1年3ヶ月振りのシングルとなる。また、2017年に発売された47thシングル「Can't Get Enough/ハナヒラケ」から6作連続で両A面シングルとなる。

- 初回盤A・B、通常盤の3種類での発売となり、それぞれ収録内容・ジャケット写真ともに異なる。

- 表題曲「It's my life」は、メンバーの井ノ原快彦主演 テレビ朝日系ドラマ『特捜9 season 3』の主題歌である。

- 初回盤Aには、「It's my life」のMusic VideoとDance Videoに加え、表題曲2曲のMusic Video Making & Jacket Shooting MakingのDVDを付属。

- 初回盤Bには、「PINEAPPLE」のDance Videoに加え、「以心伝心!爆弾処理6」と「6×25 必笑振り返り座談会」の映像を収録したDVDを付属。

- 本シングルが週間1位を獲得した事で、1990年代、2000年代、2010年代、2020年代の4つの年代でシングル1位を達成した。

- 表題曲2作を含め、収録曲全てにメンバー全員のソロパートがある。

## 予約・購入先着 3形態同時購入特典
1. 日付変更カレンダー

## 封入特典

### 初回盤A・B
1. トールケース ※スリーブ仕様

### 初回盤A・B、通常盤
1. シリアルナンバー ※通常盤は、初回特典のみ

### 通常盤
1. 20Pフォトブック ※初回特典のみ ※初回仕様 スリーブ

## 収録曲

### CD
※「ただこのまま」以降、通常盤のみ収録。
1. It's my life [3:47]
作詞：宮田“レフティ”リョウ
作曲・編曲：Radical Hardcore Clique
  - 井ノ原快彦主演 テレビ朝日系ドラマ『特捜9 season 3』主題歌
2. PINEAPPLE [4:08]
作詞：土岐麻子
作曲：P3AK・Andy Love
編曲：P3AK
3. ただこのまま [3:54]
作詞：星野純一・Lunae
作曲：浪岡真太郎
編曲：Penthouse
4. 夢のつづき [3:56]
作詞・作曲：鈴木圭介
編曲：フラワーカンパニーズ
5. It's my life（Instrumental）
6. PINEAPPLE（Instrumental）
7. ただこのまま（Instrumental）
8. 夢のつづき（Instrumental）

### DVD

#### 初回盤A
1. 「It's my life」Music Video
2. 「It's my life」Dance Video
3. 「It's my life」「PINEAPPLE」Music Video Making & Jacket Shooting Making

#### 初回盤B
1. 「PINEAPPLE」Dance Video
2. 以心伝心！爆弾処理6
3. 6×25必笑振り返り座談会